# Eunício Oliveira
Eunício Lopes de Oliveira GCRB • GCMSP • GCMMJ (Lavras da Mangabeira, 30 de setembro de 1952) é um agropecuarista, empresário e político brasileiro. Filiado ao Movimento Democrático Brasileiro (MDB), foi senador da República pelo Ceará de 2011 a 2019 e presidente do Senado de 2017 a 2019.
Graduado em administração de empresas e ciências políticas pelo Centro Universitário de Brasília (CEUB), Oliveira fundou e administrou empresas que atuaram nos setores de transportes de valores, segurança privada e venda de alimentos. Uma delas, a Confederal Vigilância e Transportes de Valores, foi posteriormente vendida por mais de meio bilhão de reais. Oliveira declarou à Justiça Eleitoral possuir um patrimônio de R$ 89,2 milhões, sendo, em 2017, o segundo senador brasileiro mais rico.
Oliveira entrou para a política partidária em 1998, exercendo cargos em seu partido. No mesmo ano, foi eleito para a Câmara dos Deputados – reelegeu-se deputado federal nas eleições de 2002 e 2006. Na Câmara, exerceu funções de liderança. Em 2004, foi designado pelo presidente Luiz Inácio Lula da Silva como ministro das Comunicações, ocupando o cargo até 2006.
Em 2010, Oliveira foi eleito senador da República. Em 2014, foi derrotado por Camilo Santana em sua candidatura ao governo do Ceará. Em 2017, Oliveira foi eleito por seus pares, por larga margem, como presidente do Senado. Nesta posição, ocupou a Presidência da República em caráter interino. Derrotado em sua candidatura à reeleição como senador em 2018, anunciou que dedicaria-se aos seus projetos pessoais. Em 2022 foi eleito como deputado federal pelo Ceará.

## Família e educação
Oliveira é filho de Otoni Lopes de Oliveira e de Discinelha Lopes de Oliveira. Seu pai foi vereador em Lavras da Mangabeira e a família vivia no campo, onde trabalhou durante a infância. Mudou-se para Fortaleza quando tinha doze anos de idade. Na capital, cursou economia na Universidade de Fortaleza, mas não concluiu o curso. Neste período, participou do movimento estudantil, protestando contra a ditadura militar, e foi diretor da Casa do Estudante de Fortaleza. Posteriormente, foi morar em Brasília. Estudou no Centro Universitário de Brasília (CEUB) e dali graduou-se em administração de empresas e ciências políticas.
Oliveira casou-se com Mônica Paes de Andrade. Mônica é filha de Antonio Paes de Andrade, um influente político cearense que ocupou a presidência da Câmara dos Deputados e foi embaixador em Portugal. Foi o sogro que incentivou Oliveira a iniciar sua carreira política, bem como o responsável por impulsioná-la. Com Mônica, Oliveira teve quatro filhos: Rodrigo Antônio, Manuella, Maria Eduarda e Marcela.
Em 2015, Oliveira conseguiu que a presidente Dilma Rousseff nomeasse seu genro, Ricardo Fenelon Júnior, para a diretoria da Agência Nacional de Aviação Civil. Graduado em Direito em 2011, a nomeação de Fenelon foi contestada pela Associação de Pilotos e Proprietários de Aeronaves, que o considerou inexperiente, mas o Senado optou por confirmá-lo por 61 votos a 10.

## Carreira empresarial
Oliveira fundou empresas nos setores de transportes de valores, segurança privada e venda de alimentos. Uma delas, a Confederal Vigilância e Transportes de Valores, se tornou uma das maiores empresas do ramo no país. Em 2018, Oliveira vendeu a empresa para a Prosegur por US$ 150 milhões, equivalente, na época, a cerca de R$ 587 milhões. Como agropecuarista, é dono Fazenda Santa Mônica, um latifúndio de mais de 21 mil hectares que se estende pelos municípios de Corumbá de Goiás, Abadiânia e Alexânia.
Oliveira afirmou ter se afastado legalmente do comando de suas empresas quando foi eleito deputado federal, estabelecendo a holding Remmo Participações para administrá-las. Em 2017, a Confederal e a Corpvs mantinham contratos com a União no valor de R$ 703 milhões. Do Governo do Distrito Federal (GDF), duas empresas de sua propriedade receberam R$ 469 milhões entre 2012 e 2017. Em 2011, vendeu suas ações na Manchester Serviços após surgirem suspeitas de fraudes em contratos desta com o GDF e a Petrobrás. Os contratos da Manchester Serviços com o poder público chegaram a quase um bilhão de reais. Após Oliveira deixar de ser sócio, a Petrobrás reduziu consideravelmente os contratos com a empresa.

### Patrimônio
Em 2006, Oliveira declarou à Justiça Eleitoral possuir um patrimônio de R$ 25,6 milhões. Nas eleições seguintes, o valor subiu para R$ 36,7 milhões em 2010 e R$ 99 milhões em 2014. Em 2018, no entanto, declarou R$ 89,2 milhões. Em 2017, era o segundo senador da República mais rico, atrás apenas do também cearense Tasso Jereissati.

## Carreira política

### Início
Em 1972, Oliveira filiou-se ao Movimento Democrático Brasileiro (MDB). A partir de década de 1980, passou a atuar em sindicatos. Em 1983, foi escolhido presidente do Sindicato de Empresas de Asseio e Conservação de Brasília (SEAC). Em 1988, foi eleito presidente do Sindicato de Segurança Privada e Transporte de Valores do Distrito Federal (SINDESP) e, em 1989, o primeiro vice-presidente da Federação do Comércio do Distrito Federal. Foi presidente fundador da Federação Nacional de Transporte de Valores (FENAVIST). Ingressou na política partidária em 1998, como membro da executiva nacional do PMDB e primeiro tesoureiro do partido. No ano seguinte, foi designado presidente estadual do PMDB cearense.

### Câmara dos Deputados
Na eleição de 1998, Oliveira concorreu a um assento na Câmara dos Deputados pelo PMDB. Foi eleito com 111 897 votos, a terceira melhor votação para o cargo no Ceará. Em seu primeiro mandato na câmara baixa do parlamento brasileiro, foi vice-líder do PMDB e do Bloco PMDB e PTN. Foi reeleito na eleição de 2002 com 193 651 votos. Em fevereiro de 2003, foi escolhido o líder do PMDB na Câmara. Em janeiro de 2004, licenciou-se da Câmara para assumir o comando do Ministério das Comunicações no governo do presidente Luiz Inácio Lula da Silva. Oliveira ingressou no ministério com a reforma ministerial promovida por Lula, que optou por abrigar o PMDB em seu governo. Em abril e setembro do mesmo ano, Eunício foi admitido pelo presidente Lula já no grau de Grande-Oficial especial da Ordem do Mérito Militar e da Ordem do Mérito Aeronáutico, respectivamente.
Em julho de 2005, Oliveira renunciou como ministro de Estado. Foi reeleito em 2006 com 240.588 votos, a segunda maior votação para o cargo de deputado federal no Ceará; apenas Ciro Gomes recebeu mais votos. Em seu terceiro mandato, voltou a desempenhar funções de liderança e votou a favor da recriação da Contribuição Provisória sobre Movimentação Financeira (CPMF).

### Senado Federal

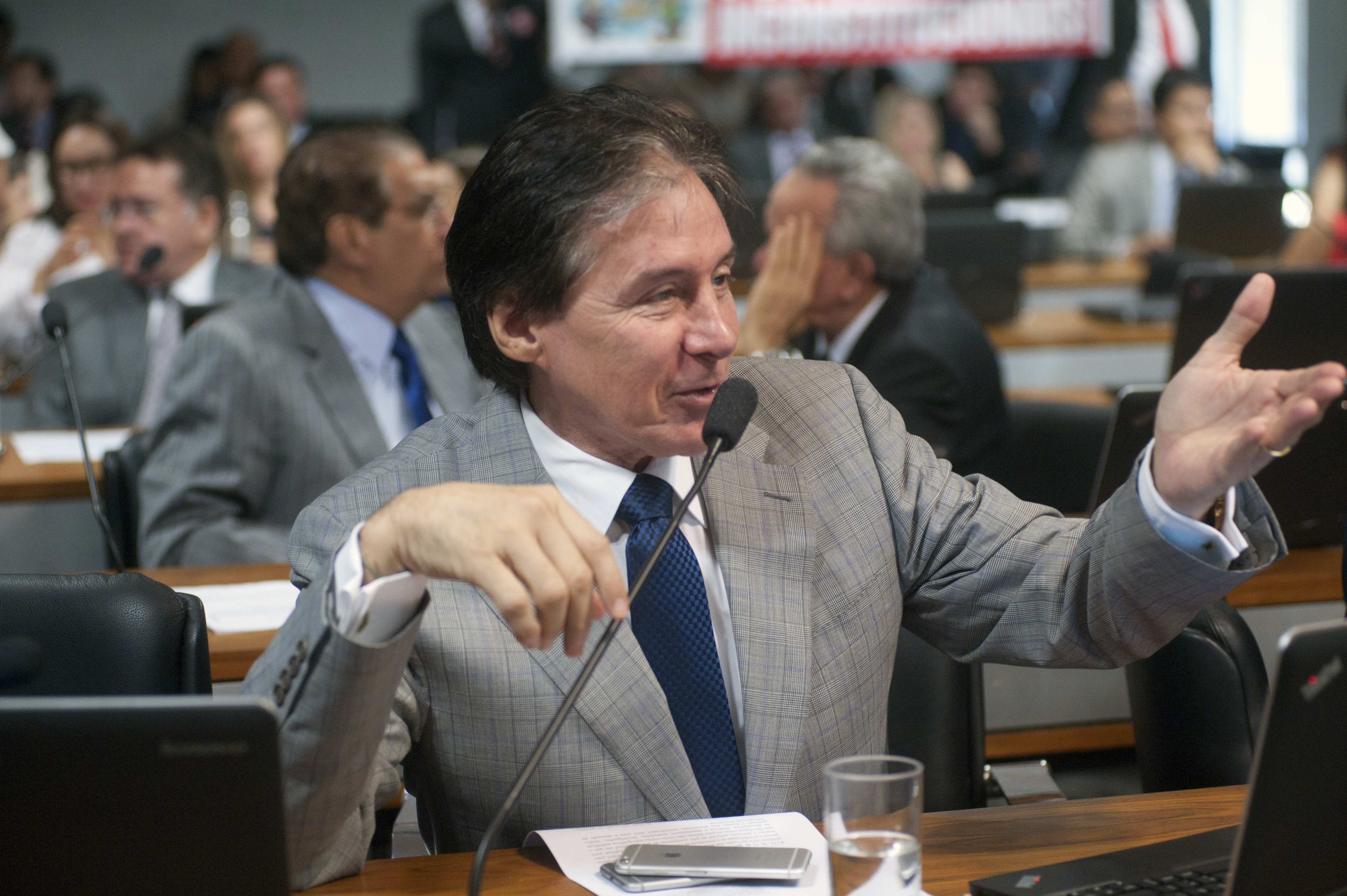
Oliveira durante sessão da Comissão de Constituição, Justiça e Cidadania, em 2015

Oliveira foi candidato ao Senado Federal na eleição de 2010 pela coligação Por um Ceará Melhor para Todos, composta por vários partidos–do PMDB ao PT, passando pelo PSC e o PSB. Com o apoio do presidente Lula, que almejava derrotar o senador Jereissati, foi eleito com 2,6 milhões de votos, ou 36,32% dos votos válidos, a maior votação registrada no estado para o cargo. O petista José Pimentel conseguiu, com 32,39%, a segunda vaga, enquanto Jereissati alcançou 23,7% e foi derrotado. Foi empossado senador em fevereiro de 2011.
Em 2012, Oliveira foi relator da MP 285, que permitiu aos agricultores da região da Agência Nacional de Desenvolvimento do Nordeste (ADENE) renegociar dívidas que haviam levado para os cadastros de inadimplentes os nomes desses agricultores e impediam novos empreendimentos rurais na região. Batizada como "Lei Eunício Oliveira", a Lei 11.322 beneficiou mais de 350 mil famílias do semi-árido nordestino, principalmente no Ceará.
Como senador, Oliveira foi considerado parte do triunvirato peemedebista – ele, Renan Calheiros e Romero Jucá – que comandava o Congresso Nacional. Entretanto, Oliveira alegou, a aliados, que não fazia parte do grupo, lembrando que, enquanto Calheiros e Jucá eram "inseparáveis", ele apenas juntava-se à dupla por acordos específicos. Em 2016, votou a favor da PEC do Teto dos Gastos Públicos e do impeachment de Dilma Rousseff. Em 2017, já como presidente do Senado não precisou votar sobre a Reforma trabalhista. Oliveira era um aliado próximo do novo presidente, Michel Temer.

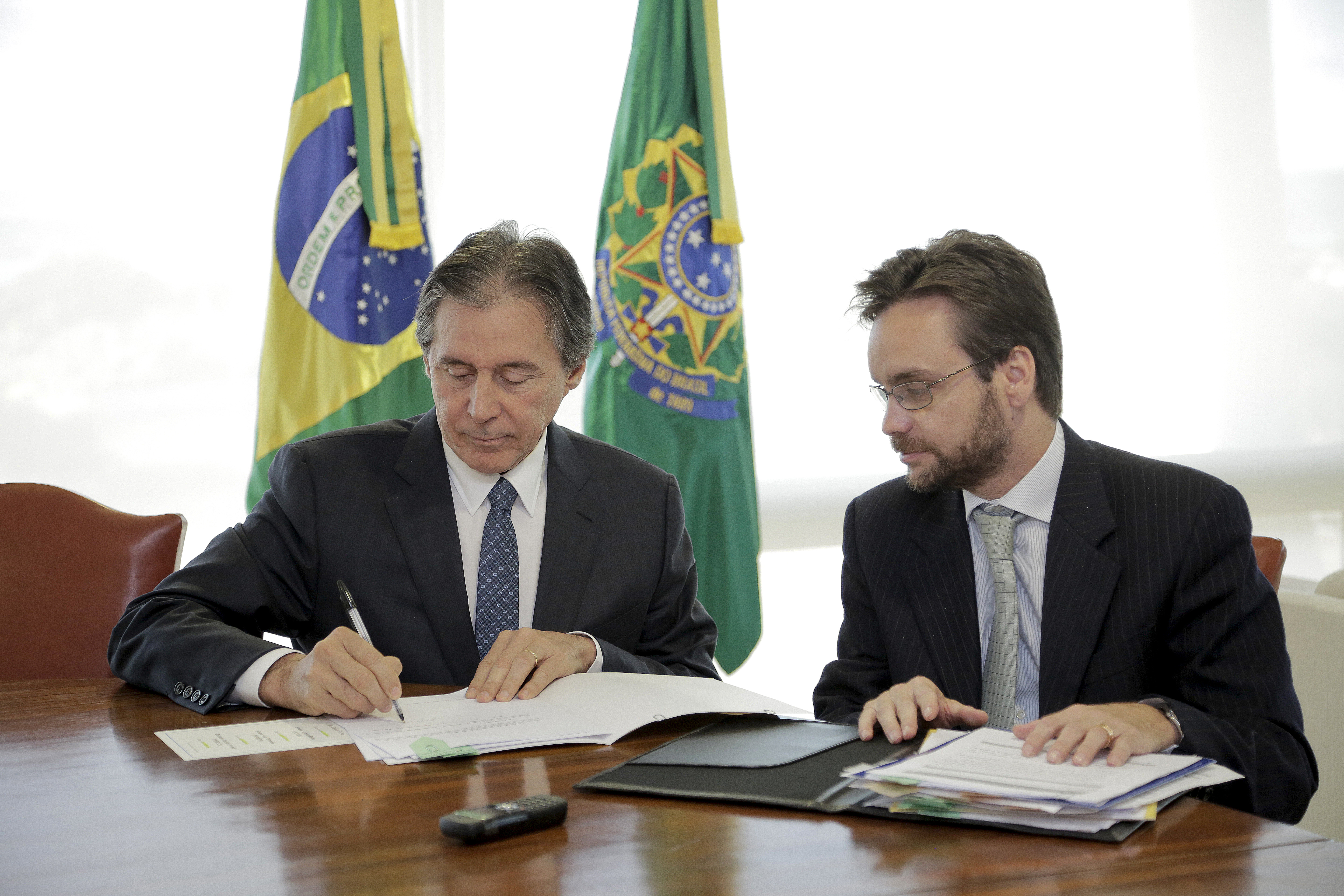
Exercendo a presidência da república, em 2017.

### Candidatura a governador
Em 2014, Oliveira foi candidato a governador do Ceará na eleição de outubro daquele ano. Apoiado por uma coligação com nove partidos, teve como candidato a vice-governador o ex-prefeito e ex-deputado federal Roberto Pessoa e Jereissati como candidato ao Senado. No início da campanha, Oliveira registrou uma ampla liderança nas pesquisas de opinião sobre seu adversário principal, Camilo Santana, do PT; a menos de dois meses da votação, possuía uma vantagem de quase 30% sobre Santana. No entanto, Santana obteve uma virada sobre Oliveira, vencendo o primeiro turno com 47,81% dos votos, contra 46,41%. Oliveira acusou o adversário de "utilizar a máquina pública", isto é, receber do governo estadual, liderado por Cid Gomes, apoio à sua candidatura. No segundo turno, Santana foi eleito governador com 53,3% dos votos, uma vantagem de 303 mil votos a mais que Oliveira.

### Presidente do Senado

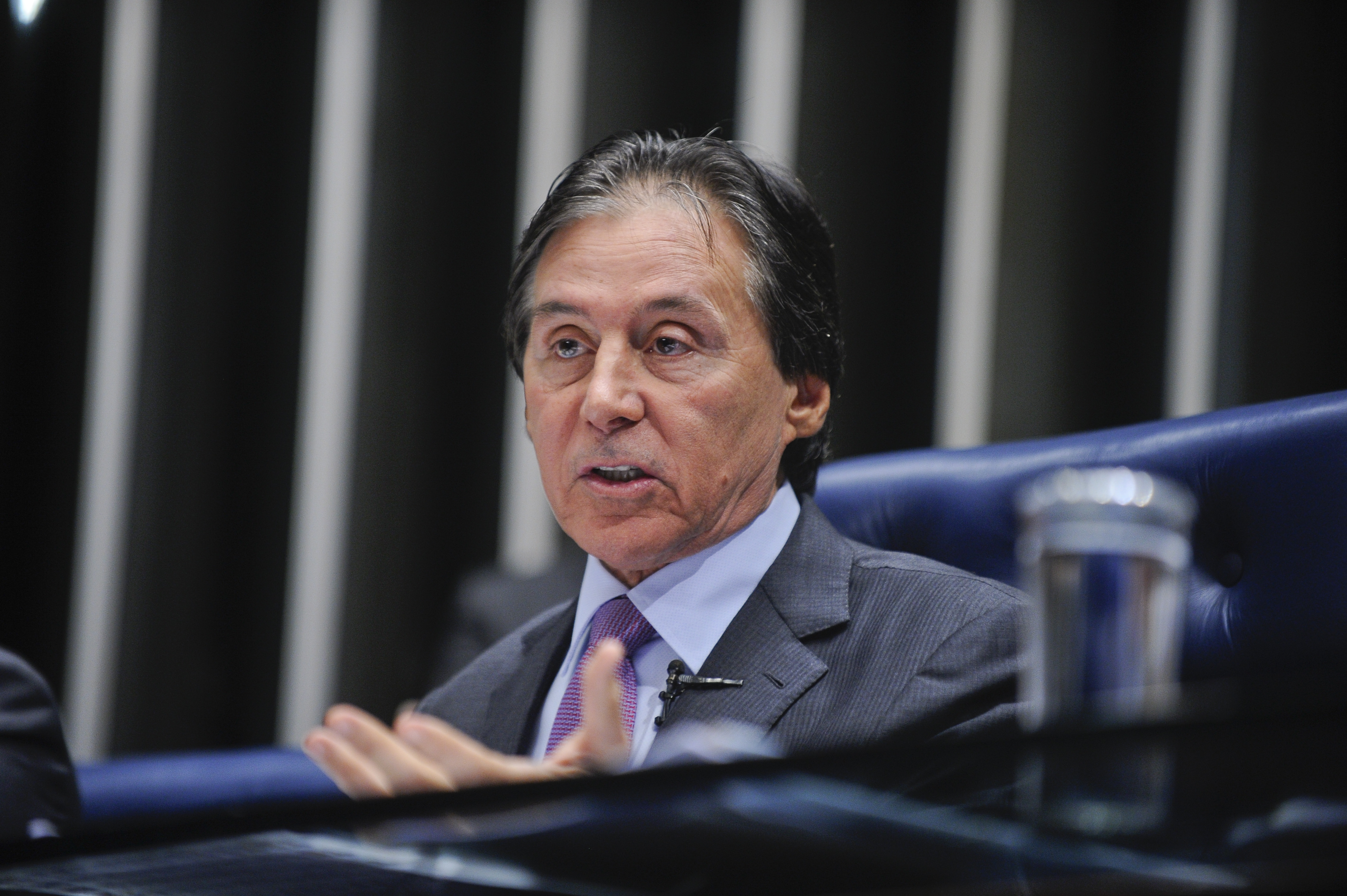
Oliveira presidindo uma sessão do Senado, em 2017

Em 2017, Oliveira concorreu à presidência do Senado. Oliveira era considerado pelos colegas um "político habilidoso" e conseguiu reunir o apoio necessário para sua candidatura, incluindo senadores do PMDB, PSDB, PT, PP e PSD, dentre outros. Em fevereiro, foi eleito presidente para o biênio 2017–2018 com 61 votos, superando facilmente o senador José Medeiros, com dez votos. Foi empossado logo depois, sucedendo Calheiros. Em abril de 2017, Eunício foi admitido ao último grau da Ordem de Rio Branco, a Grã-Cruz suplementar, pelo presidente Michel Temer.
Como presidente do Senado, Oliveira era o quarto na linha de sucessão presidencial. Em 2017, foi presidente da República interino durante três dias em 2017, sancionando um projeto de lei neste período.

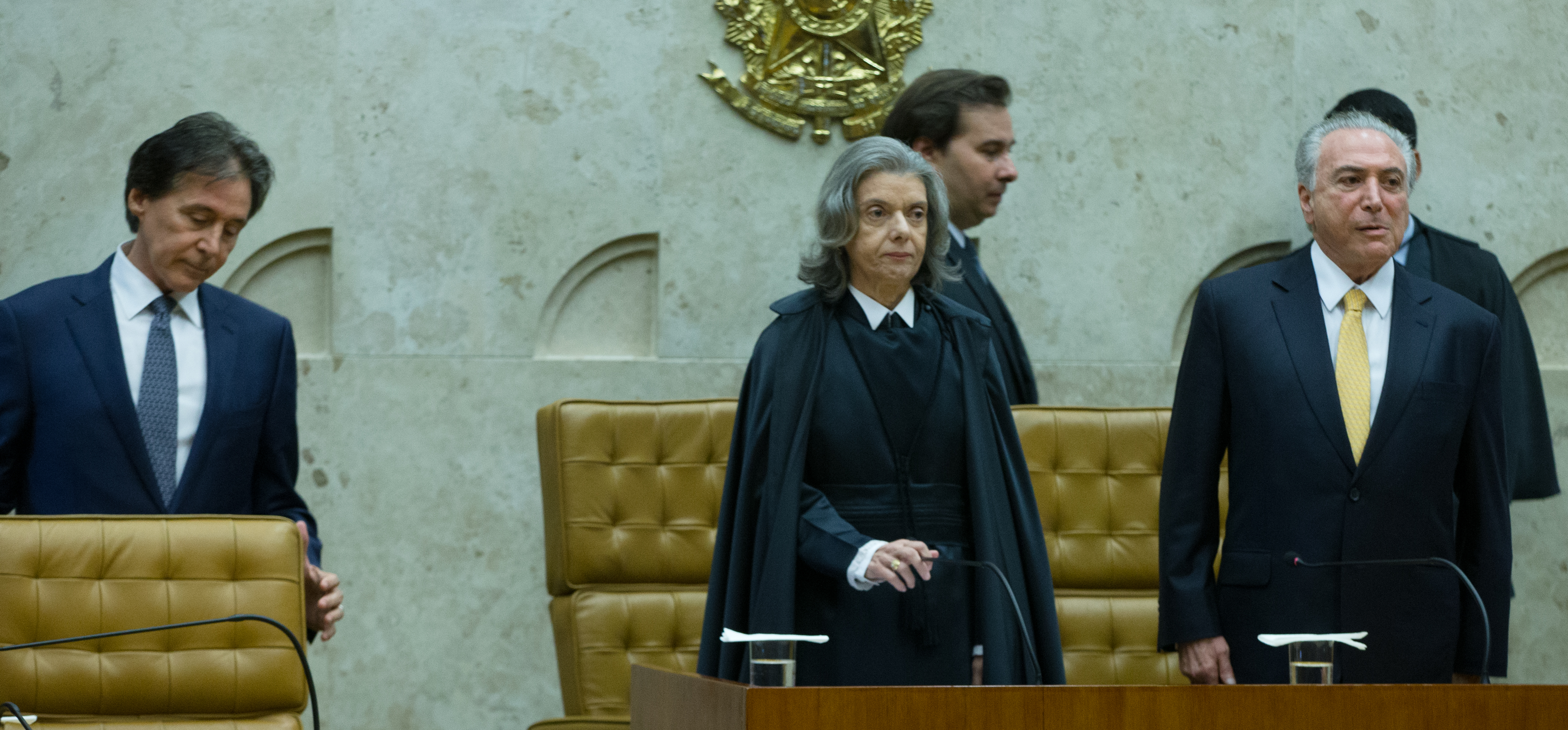
Eunício Oliveira, Carmem Lúcia e Michel Temer na Posse de Alexandre de Moraes no Supremo Tribunal Federal (STF)

### Candidatura à reeleição como senador
Oliveira candidatou-se à reeleição como senador da República na eleição de 2018. O governador Camilo Santana forneceu ajuda à sua candidatura ao conseguir impedir que seu partido apoiasse Pimentel à reeleição. A presidente nacional do PT, Gleisi Hoffmann, criticou a decisão do governador, chamando Oliveira de "golpista" por conta de seu voto pelo impeachment de Dilma Rousseff. Em outubro, Oliveira foi derrotado por uma diferença de 11 993 votos: enquanto recebeu 1 313 793 votos (16,93%), Eduardo Girão alcançou 1 325 786 votos (17,09%) e elegeu-se para a segunda vaga (Cid Gomes foi o senador mais votado com 41,62% dos votos). Na disputa presidencial, deu apoio à Fernando Haddad (PT).
Findo o governo Michel Temer, Eunício Oliveira esteve entre os primeiros a serem admitidos nas recém-criadas Ordem do Mérito da Segurança Pública e Ordem do Mérito do Ministério da Justiça, recebendo de ambas seu último grau, a Grã-Cruz, em dezembro de 2018 pelo presidente.

### Retorno á Câmara dos Deputados
Imediatamente após ser derrotado em sua candidatura à reeleição como senador da República, Oliveira inicialmente anunciou que abandonaria a vida pública e dedicaria-se exclusivamente aos seus projetos pessoais. Na eleição de 2022 se elegeu como deputado federal pelo Ceará, com 188.289 votos, a quarta maior votação no estado.

## Controvérsias

### Operação Lava jato
A partir de 2017, Eunício teve seu nome associado a supostas irregularidades na Operação Lava Jato. Em delação premiada do Organização Odebrecht (atual Novonor), Eunício foi acusado de ter recebido dois milhões de reais em propina. Na ocasião, Eunício declarou-se inocente: ‘A Justiça brasileira tem maturidade e firmeza para apurar e distinguir mentiras e versões alternativas da verdade.’
No ano de 2018, a operação em ação batizada como "Tira-teima", a operação realizou mandatos de busca e apreensão a pessoas ligadas a Eunício, embora o político não tenha sofrido buscas em sua residência. As buscas foram feitas em cidades como Goiânia, São Paulo e Fortaleza.
Em 2019 o Ministério Público Federal (MPF), indiciou novamente Eunício à lava-jato. Desta vez por uma delação de um funcionário grupo Hypermarcas feito contratos com vantagens indevida indiretamente a Eunício Oliveira. Segundo ele, os contratos foram desvios porque nunca houve a intenção de contrapartida da prestação de serviços à Hypermarcas. Eunício negou irregularidades e pediu ao Supremo Tribunal Federal (STF) o arquivamento das denúncias.

## Desempenho eleitoral
| Ano  | Eleição            | Cargo            | Votos     | Resultado  | Ref.   |
| ---- | ------------------ | ---------------- | --------- | ---------- | ------ |
| 1998 | Estaduais no Ceará | Deputado Federal | 111.897   | Eleito     | [ 45 ] |
| 2002 | Estaduais no Ceará | Deputado Federal | 193.651   | Eleito     | [ 46 ] |
| 2006 | Estaduais no Ceará | Deputado Federal | 240.588   | Eleito     | [ 49 ] |
| 2010 | Estaduais no Ceará | Senador          | 2.688.833 | Eleito     | [ 92 ] |
| 2014 | Estaduais no Ceará | Governador       | 2.113.940 | Não Eleito | [ 93 ] |
| 2018 | Estaduais no Ceará | Senador          | 1.313.793 | Não Eleito | [ 94 ] |
| 2022 | Estaduais no Ceará | Deputado Federal | 188.289   | Eleito     | [ 83 ] |